# Borys Szaposznikow

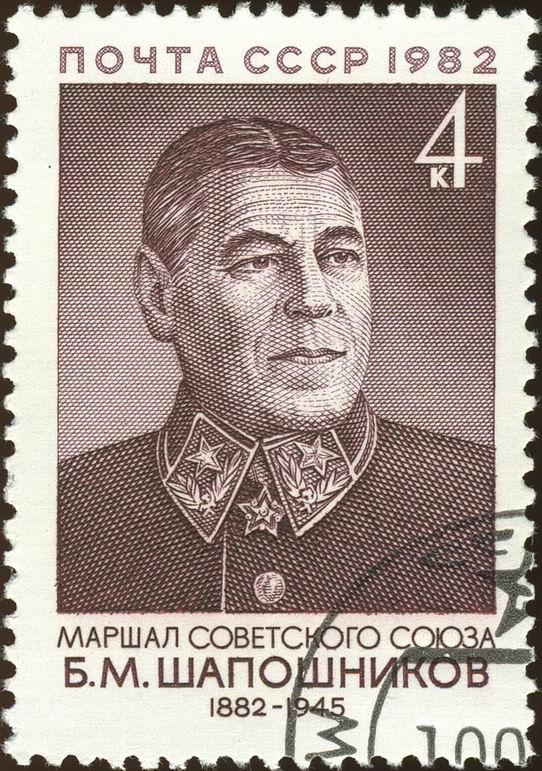
Znaczek Poczty ZSRR z marsz. Borysem Szaposznikowem, 1982

Borys Michajłowicz Szaposznikow (ros. Борис Михайлович Шапошников; ur. 20 września?/2 października 1882 w mieście Złatoust, zm. 26 marca 1945 w Moskwie) – pułkownik Sztabu Generalnego Armii Imperium Rosyjskiego,  dowódca Armii Czerwonej i teoretyk wojskowy, profesor (1935), komendant Akademii Wojskowej im. Michaiła Frunzego, komendant Wyższej Akademii Wojskowej im. Klimenta Woroszyłowa, szef Sztabu Generalnego Armii Czerwonej (RKKA), zastępca ministra obrony ZSRR, marszałek Związku Radzieckiego (1940), członek Centralnego Komitetu Wykonawczego Rad ZSRR, deputowany do Rady Najwyższej ZSRR 1. kadencji (1937–1945).

## Życiorys
Urodził się 2 października 1882 w mieście Złotoust, w guberni ufijskiej, w rodzinie urzędnika. Służbę wojskową rozpoczął w 1901 roku w armii carskiej. W 1903 ukończył Moskiewską Szkołę Oficerską, a w 1910 Nikołajewską Akademię Sztabu Generalnego. Przed 1914 służył w Warszawskim Okręgu Wojskowym.
Brał udział w I wojnie światowej na stanowiskach sztabowych. Od listopada 1917 dowódca 16 Pułku Strzeleckiego. Od grudnia 1917, w stopniu pułkownika, dowodził Kaukaską Dywizją Grenadierów. W 1918 wstąpił jako oficer do Armii Czerwonej. Zajmował różne stanowiska sztabowe w Radach Wojennych i Ministerstwie Obrony Ukrainy. Od sierpnia 1919 szef oddziału rozpoznania, a od listopada 1919 szef Zarządu (Oddziału) Operacyjnego Sztabu Rewolucyjnej Rady Wojennej Republiki (RRWR).
Jako szef Zarządu Operacyjnego Sztabu RRWR opracował ośmiostronicowy referat, zawierający ogólne założenia generalnej ofensywy przeciwko Polsce, przekazany Leninowi 27 stycznia 1920 roku.
Po wojnie domowej w latach 1921–1925 I pomocnik szefa Sztabu Robotniczo-Chłopskiej Armii Czerwonej, wziął udział w konferencji w Lozannie. W latach 1925–1928 był kolejno dowódcą Leningradzkiego i Moskiewskiego Okręgu Wojskowego. W latach 1928–1931 szef Sztabu ACz, 1931–1932 dowódca Nadwołżańskiego Okręgu Wojskowego, w latach 1932–1935 komendant Akademii Wojskowej im. Michaiła Frunzego, w latach 1935–1937 ponownie dowódca Leningradzkiego Okręgu Wojskowego. Od maja 1937 do lipca 1940 szef Sztabu Generalnego ACz i zastępca ministra obrony.
Opracował i przygotował przeprowadzenie agresji Armii Czerwonej na Polskę w 1939.
Od sierpnia 1940 do lipca 1941 zastępca ministra obrony. Od lipca 1941 do maja 1942 szef Sztabu Generalnego ACz, a od maja 1942 do czerwca 1943 zastępca ministra obrony ZSRR. W latach 1943–1945 komendant Wyższej Akademii Wojskowej im. Klimenta Woroszyłowa.
Pracował nad wzmocnieniem i unowocześnieniem Armii Czerwonej, a szczególnie jej oficerów działających na szczeblach operacyjnych i strategicznych. Swoją wiedzę bojową przekazał w pracach Konnica (1923), Na Wiśle. Do historii kampanii 1920 r. (1924). Działał w komisjach związanych z tworzeniem regulaminów sił zbrojnych, w których została wyrażona radziecka doktryna wojenna.
W pracy Mózg armii przedstawił charakter przyszłej wojny na bazie I wojny światowej oraz pokazał osobliwości dowodzenia wojną współczesną, pokazał role i funkcje sztabu generalnego jako organu naczelnego dowódcy, a także znaczenie mobilizacji dla rozstrzygnięcia wojny. Książka ta zawsze znajdowała się pod ręką Stalina. W 1933 została wydana praca Warszawska operacja.
Członek Centralnego Komitetu Wykonawczego Rad ZSRR, deputowany do Rady Najwyższej ZSRR.
Zmarł 26 marca 1945; po skremowaniu urnę z prochami wmurowano w mur kremlowski na placu Czerwonym w Moskwie.

## Awanse
- podporucznik – 1903
- porucznik – 1906
- kapitan – 1912
- podpułkownik – 1915
- pułkownik – 1917
- komandarm 1 rangi – 1935
- marszałek Związku Radzieckiego – 7 maja 1940

## Ordery i odznaczenia
- Order Lenina – trzykrotnie (1939, 1945)
- Order Czerwonego Sztandaru – dwukrotnie (1921, 1944)
- Order Suworowa I klasy (1944)
- Order Czerwonej Gwiazdy – dwukrotnie (1934, 1938)
- Medal „Za obronę Moskwy” (1944)
- Medal jubileuszowy „XX lat Robotniczo-Chłopskiej Armii Czerwonej” (1938)
- Order Świętego Włodzimierza (Imperium Rosyjskie)
- Order Świętej Anny (Imperium Rosyjskie)
- Order Świętego Stanisława (Imperium Rosyjskie)
- I inne